# بونة مجيد (قلعة خواجة)
بونة مجيد (بالفارسية: بنه مجید) هي منطقة سكنية تقع في إيران في قسم قلعة خواجة الريفي. يقدر عدد سكانها بـ 35 نسمة بحسب إحصاء 2016.